# Wüschheim (Euskirchen)
Wüschheim is een dorp in het Rijnland. Het behoort tot de gemeente Euskirchen in Noordrijn-Westfalen (Duitsland) en telt 695 inwoners (eind 2020). Keulen ligt op 40 km afstand.  In Wüschheim staat een van de grootste fabrieken van Procter & Gamble in Europa; er werken meer dan 1000 werknemers die voornamelijk luiers produceren. 